# Bukovinapodszkle
Bukovinapodszkle (lengyelül Bukowina-Podszkle [bukɔ'vina 'pɔt.ʃklɛ]) történelmi település a mai Lengyelországban, az egykori Nowy Sącz, a mai Kis-lengyelországi vajdaságban. Bukovina és Podszkle községek egykori egyesülésével jött létre.

## Fekvése
Árva északi peremén, a Bukowiński strumień nevű patak völgyében található.

## Története
A falu a 16. században keletkezett, amikor Babia Góra, Żywiec, Sucha és Wadowice környékéről lengyel menekültek érkeztek ide, az árvai vár oltalma alá tartozó területre.
A 18. század végén Vályi András így ír róla: „BUKOVINA. Tót lengyel falu Árva Vármegyében, földes Ura az Árvai Uradalom, és Bukovinszky Uraságnak is lakó helye, a’ kik Tökölyi ellen a’ Királyhoz való hívségeket ki mutatván 1673. meg nemesíttettek, ’s most egy e’ nevezett Bukovinszky Uraságok közzül szép Templomot építtetett. Lakosai katolikusok, fekszik Lengyel Országnak szélén, Vág vizének eredetétöl nem meszsze, határja leginkább zabot terem, lenet is sokat termesztenek lakosai, vagyonnyai nem nevezetesek, piatza Trsztena Városában hét órányira, harmadik Osztálybéli.”
Fényes Elek 1851-ben kiadott geográfiai szótárában így ír a falukról: „Bukovina, tót falu, Árva vármegyében, 368 kath., 8 zsidó lak. Kath. paroch. templom 34 1/8 sessio. F. u. az árvai uradalom.”
„Podszkle, népes puszta, Árva vmegyében, Bukovinához egy óra: 569 kath., 8 zsidó lak.”
A 20. század elején nevét Árvabükkre magyarosították, de ez nem bizonyult maradandónak. A trianoni diktátumot megelőzően Árva vármegye Trsztenai járásához tartozott.
Egyike a trianoni diktátum aláírása után egy hónappal – a belgiumi Spa-ban tartott diplomáciai konferencia által – Lengyelországnak ítélt tizennégy felső-árvai falunak. 1939 és 1945 között a Szlovák Köztársasághoz tartozott. Ma Bukowina Osiedle és Podszkle néven külön települések.

## Népessége
1910-ben 726, túlnyomórészt lengyel lakosa volt.
Ma mintegy 800 lakosa van.

## Látnivalók
- Szent Rozáliának szentelt római katolikus temploma a 18. században épült.